# Museu Belas Artes de São Paulo
O Museu Belas Artes de São Paulo (MuBA) é um museu universitário localizado no bairro de Vila Mariana, na cidade de São Paulo, Brasil. Inaugurado em 23 de setembro de 2007 e oficialmente registrado em 14 de abril de 2008, o museu é vinculado ao Centro Universitário Belas Artes de São Paulo (popularmente conhecido como "Belas Artes"), tradicional instituição privada de ensino superior, e mantido pela Fundação Escola de Belas Artes de São Paulo (FEBASP).
O museu tem por objetivo a conservação, documentação, estudo e exposição do acervo artístico e histórico amealhado desde 1925 pelo centro universitário, quando foi fundado sob a denominação de Academia de Belas Artes de São Paulo. Na condição de museu universitário, atua também no fomento e divulgação da produção científica e cultural da Belas Artes e como laboratório de experimentação didática e centro de difusão cultural, organizando exposições temporárias e atividades educacionais diversas.

## História

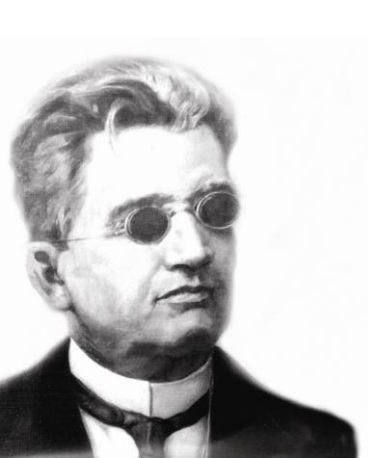
Oscar Pereira da Silva - Retrato de Pedro Augusto Gomes Cardim. Acervo do Museu Belas Artes de São Paulo.

A origem da coleção conservada pelo Museu Belas Artes de São Paulo antecede em mais de oito décadas a criação da instituição em 2007. O acervo começou a ser formado após a fundação da Academia de Belas Artes de São Paulo, a mais antiga escola superior especializada em ensino artístico da capital paulista, estabelecida em 1925. Idealizada pelo político, escritor e músico gaúcho Pedro Augusto Gomes Cardim, também fundador do Conservatório Dramático e Musical de São Paulo e da Academia Paulista de Letras, e instituída com o apoio de intelectuais como Mário de Andrade e Menotti Del Picchia, a Academia teve grande importância para o desenvolvimento do ambiente artístico paulistano no começo do século XX, quando o incipiente sistema de aprendizagem artística local ainda era em grande parte calcado na informalidade.
Instalada a princípio em um casarão na Rua Bento Freitas, no bairro de Vila Buarque, a Academia de Belas Artes passou a oferecer já em 1925 os cursos de pintura e escultura e gravura e, três anos depois, o primeiro curso superior autônomo de arquitetura do estado de São Paulo. A partir de 1927, começou a organizar exposições periódicas de trabalhos de alunos. As obras adquiridas ou doadas por ocasião destas exposições, bem como trabalhos executados em atividades didáticas ou para obtenção de grau acadêmico, constituíram a primeira vertente formadora do acervo. Este também compreendia uma coleção de réplicas de esculturas famosas e peças de gesso, utilizadas como modelos para estudos de cópia.

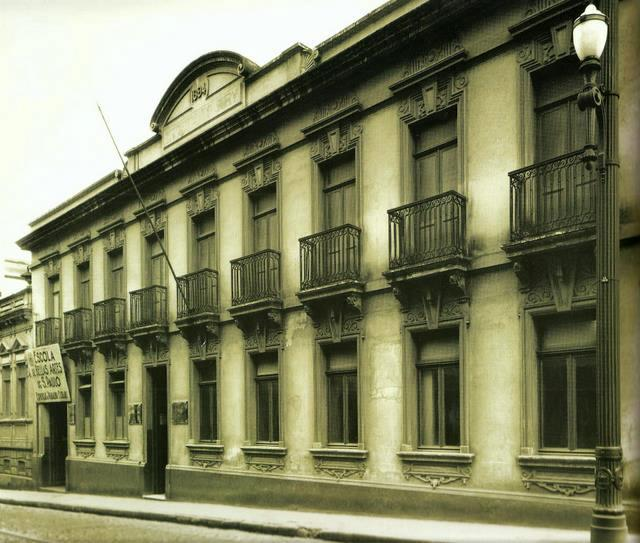
A antiga sede da Imprensa Oficial na Rua Onze de Agosto, que abrigou a Escola de Belas Artes e a Pinacoteca do Estado nos anos 30. Acervo do Museu Belas Artes de São Paulo.

Em 1932, por força de decreto estadual, a instituição, renomeada como Escola de Belas Artes de São Paulo, passou a ser responsável pela gestão do acervo da Pinacoteca do Estado. As duas instituições estiveram estreitamente vinculadas durante a maior parte da década de 1930, período em que também dividiram o mesmo edifício, na Rua Onze de Agosto, e o mesmo diretor, Paulo Vergueiro Lopes de Leão. A Escola de Belas Artes teve ainda influência preponderante na organização das primeiras edições do Salão Paulista de Belas Artes, do qual tomaram parte vários de seus egressos. O vínculo administrativo entre a Escola de Belas Artes e a Pinacoteca do Estado foi rompido em 1939, quando uma reforma do organograma do poder executivo paulista devolveu ao museu o status de órgão autônomo. Não obstante, ambas continuariam a dividir o mesmo espaço, após serem transferidas para o antigo edifício do Liceu de Artes e Ofícios de São Paulo no Jardim da Luz.
A proximidade do acervo artístico da Pinacoteca do Estado atenuaria a deficiência resultante da inexistência de uma galeria de arte própria que servisse como referência às atividades didáticas. Ainda assim, a Escola de Belas Artes mantinha a intenção de criar "galerias de arte, com trabalhos de alunos ou pensionistas, cópias, reproduções e tudo mais que se tornar necessário ao desenvolvimento do ensino", conforme declarado no seu regulamento de 1947. Prosseguiriam no edifício do Liceu as exposições de trabalhos de alunos, destacando-se neste contexto alguns estudos museológicos na área de expografia, marcadas pontualmente por práticas pioneiras, em consonância com o ambiente de transição tardia do academicismo para a produção de vanguarda. Paralelamente, o acervo da instituição crescia pela aquisição esporádica de obras e doações de alunos e professores.
Nos anos 80, então denominada Faculdade de Belas Artes, a escola iniciou o processo de transferência para as atuais instalações na Vila Mariana, concluído em 1985. No novo campus, ampliou sua área de atuação, abrindo os cursos de design, comunicação social e relações internacionais. Consequentemente, diversificou também o acervo (então sob guarda da Biblioteca Luciano Octávio Ferreira Gomes Cardim ou dispersos por suas instalações), que passou a abranger exemplares de artes gráficas e obras representativas do design industrial contemporâneo. Em 1999, a faculdade inaugurou a Galeria Professor Vicente Di Grado, um espaço expositivo dedicado a sediar mostras de arte contemporânea.
No início de 2007, um grupo de professores apresentou à direção da Belas Artes, já detentora do status de centro universitário, a proposta de criar um museu histórico e artístico com com base no acervo conservado na biblioteca. O projeto, elaborado pelos professores Leila Rabello de Oliveira, Ademir Pereira dos Santos e Turguenev Roberto de Oliveira, foi encampado pela direção. O museu foi inaugurado em 23 de setembro de 2007, como parte das comemorações do 82º aniversário da Belas Artes, com o objetivo de "organizar, conservar, expor e difundir a memória da instituição, além de documentar o desenvolvimento das artes, comunicação, arquitetura e design, tendo como eixo principal a produção científica e artística de seus professores, alunos e dirigentes." Na condição de museu universitário, a instituição foi também concebida como laboratório de experimentação didática, integrada ao cotidiano acadêmico, e espaço de difusão cultural, promotor de atividades educativas voltadas ao público em geral. O museu foi oficialmente registrado em 14 de abril de 2008.
Desde a inauguração, o Museu Belas Artes de São Paulo tem organizado mostras de temática histórica, visando conferir maior visibilidade à trajetória do centro universitário. Também busca posicionar-se como centro difusor de reflexões sobre a produção cultural e artística contemporânea. No campo da museologia e expografia, destaca-se a criação da Galeria 13, espaço experimental voltado ao exercício de atividades relacionadas à crítica, curadoria e montagem de exposições. A galeria também abriga as "Mostras Editais",  exposições de trabalhos dos discentes selecionados por uma comissão. Em novembro de 2010, o museu foi fechado para a realização de uma reforma em suas instalações. Foi reaberto em 8 de junho de 2011, com uma exposição de 40 peças de seu acervo.
Entre as mostras de destaque realizadas nos últimos anos pelo museu, destacam-se Arte na Academia: acervo histórico, em comemoração aos 85º aniversário da Belas Artes, com obras de vários artistas ligados à escola; Brasil: Figuração x Abstração – Final dos Anos 40, versando sobre as experimentações das vanguardas de meados do século XX, na transição do modernismo para a arte contemporânea, com trabalhos de, entre outros, Waldemar Cordeiro, Cícero Dias e Antônio Bandeira; Quadrinhos '51, com publicações raras, documentos e trabalhos originais de artistas que estiveram presentes na Primeira Exposição Internacional de Histórias em Quadrinhos, realizada em São Paulo em 1951; Cerrado, Imagens de Transformações e Fronteiras, com fotografias do britânico Peter Caton, documentando as transformações econômicas e problemas sociais no Cerrado; Jovem Videoarte Italiana, seleção de trabalhos de videoarte produzidos por alunos do Centro de Artes Aplicadas e Pesquisa Multimídia de Roma, etc.

## Instalações
O Museu Belas Artes de São Paulo ocupa três espaços distintos no campus da Belas Artes na Vila Mariana. Na unidade principal, sita à Rua Dr. Álvaro Alvim, localiza-se a "Galeria do Acervo", um grande salão com 300 metros quadrados de área expositiva, onde são exibidas obras da coleção permanente, em mostras de média duração, além da "Galeria Vicente Di Grado", dedicada a exposições temporárias de arte, arquitetura e comunicação social.
A "Galeria do Núcleo de Design" localiza-se no núcleo homônimo do centro universitário. O espaço é dedicado a sediar mostras de curta e média duração relacionados à área de design e seus segmentos, como artes gráficas, produtos, moda e design de interiores.
Na unidade da Rua Major Maragliano, o museu mantém a "Galeria 13", espaço diretamente vinculado ao curso de artes visuais, dedicado a sediar mostras de trabalhos artísticos realizados pelos estudantes ou artistas convidados, bem como atividades relacionadas a exercícios didáticos nas áreas correlatas à museologia, como montagem, curadoria, crítica, programação visual e iluminação.

## Atividades
No campo da atuação museológica, a instituição mantém uma agenda permanente de atividades voltadas à difusão cultural, tendo por foco a curadoria ou colaboração na organização e realização de exposições, de média e curta duração, com obras de sua coleção permanente ou cedidas por outras instituições e colecionadores particulares, versando sobre temas como artes visuais, artes gráficas, arquitetura, design, comunicação social, história institucional e temas correlatos, bem como o desenvolvimento de ações de arte-educação paralelas às mostras. Também mantém atividades de documentação museológica, como a catalogação, digitalização, identificação e estudo de peças do acervo, contando com a participação e atuação de estudantes do centro universitário como monitores.
No campo da difusão e produção científica, o museu mantém alunos desenvolvendo pesquisas relacionadas ao seu acervo e à história da instituição, bem como temas correlatos, abrangendo a área de artes, design, comunicação e arquitetura. A principal linha de pesquisa em curso no museu visa à produção de um inventário de obras públicas da cidade de São Paulo (monumentos, murais, esculturas, etc.) produzidas por artistas ligados à Escola e à Academia de Belas Artes, tais como Rafael Galvez, Clóvis Graciano, Amedeo Zani, Alfredo Oliani, Júlio Guerra e Vicente Larocca. A pesquisa, que inclui o levantamento e documentação dos momumentos in loco, objetiva ainda proceder uma análise sobre estado de conservação, condições de implantação e entorno, o valor simbólico e a função referencial de tais obras do ponto-de-vista das comunidades locais, bem como a identificação de características estéticas e classificação estilística da produção de tais artistas. Os resultados preliminares da pesquisa foram apresentados durante a VII Semana de Museus da Universidade de São Paulo, em 2009.

## Acervo

Paulo Vergueiro Lopes de Leão - Sol matutino, sem data. Acervo do Museu Belas Artes de São Paulo.

O acervo do Museu Belas Artes de São Paulo é dividido em dois núcleos majoritários: a coleção artística, abrangendo obras de arte, objetos de design e projetos arquitetônicos, e a coleção histórica, composta principalmente por documentos e fotografias. São objetos adquiridos por meio de compras e doações ou produzidos em atividades didáticas, amealhados desde a fundação da Academia de Belas Artes em 1925 até os dias de hoje.
O acervo artístico reúne aproximadamente 700 obras, entre pinturas, esculturas, desenhos e gravuras, datadas em sua maioria do século XX, abarcando o período que vai do academicismo à arte contemporânea, sobretudo de autores ativos em São Paulo. Deste total, há um conjunto particularmente relevante de 240 obras inventariadas, vinculadas à produção de professores, alunos e egressos, desde a fundação da escola até os dias de hoje, selecionados em função de sua importância dentro do contexto histórico da instituição, por sua relevância histórica, ou por suas qualidades estéticas e artísticas.
Estão representados pintores e escultores ligados à tradição acadêmica, como Oscar Pereira da Silva, Rafael Galvez, Paulo Vergueiro Lopes de Leão, Túlio Mugnaini, Alfredo Oliani, Vicente Larocca, José Wasth Rodrigues e Luís Morrone (destacando-se, deste último, um estudo em bronze para o Monumento a Pedro Álvares Cabral, no Parque Ibirapuera), artistas de estilo indefinido ou conhecidos por sintetizar, em maior ou menor medida, características acadêmicas com influências modernas, tais como Júlio Guerra, Colette Pujol, Lívia Guimarães Lopes e Ricardo Cipicchia, pintores modernos como Cícero Dias e outros ligados à Família Artística Paulista (nomeadamente Clóvis Graciano) e contemporâneos como Flávio Império, Renina Katz, Takashi Fukushima, Waldemar Cordeiro e Antônio Bandeira.
O núcleo relativo ao design abrange tópicos como produto, gráfica e moda, compreendendo objetos, cartazes e projetos de peças têxteis. Destaca-se um conjunto de desenhos do estilista Dener Pamplona de Abreu, ícone da moda brasileira dos anos 60 e 70, bem com a Coleção Vicente Di Grado, composta por mais de 300 livros ilustrados pelo ex-aluno, professor e diretor da Belas Artes. No acervo arquitetônico, destaca-se a Coleção Eduardo Kneese de Mello, composta por mais de 8.000 objetos, entre desenhos arquitetônicos, maquetes, fotografias, slides e documentos legados pelo arquiteto e antigo professor da instituição.
O acervo histórico está reunido no Centro de Memória e Documentação Belas Artes (Cedoc), vinculado à Biblioteca Luciano Octávio Ferreira Gomes Cardim, que tem por objetivo conservar e difundir a documentação textual e iconográfica do Centro Universitário Belas Artes.